# Бієнтевіо рудокрилий
Бієнте́віо рудокрилий (Myiozetetes cayanensis) — вид горобцеподібних птахів родини тиранових (Tyrannidae). Мешкає в Центральній і Південній Америці.

## Таксономія

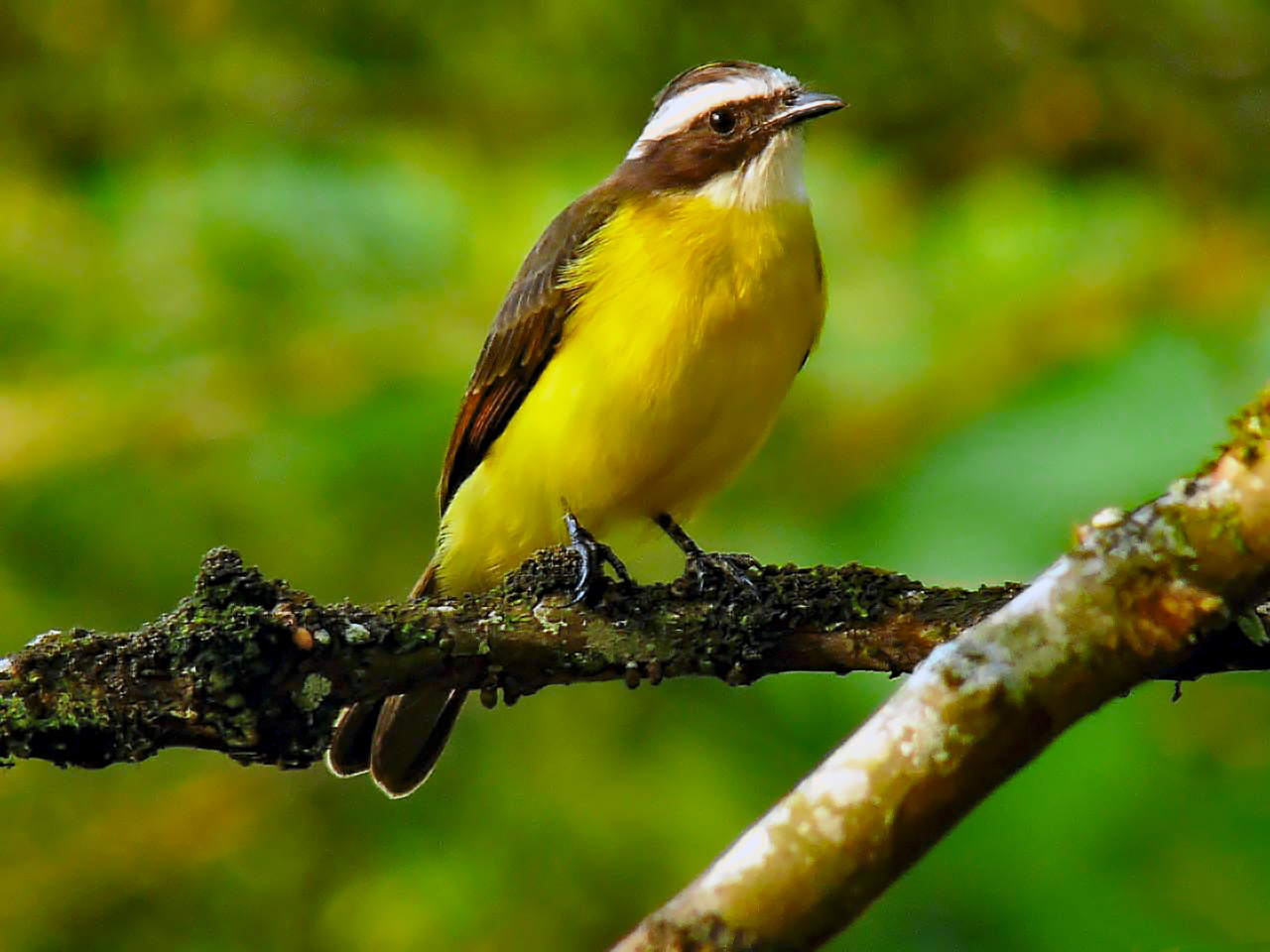
Рудокрилий бієнтевіо (Манісалес, Колумбія)

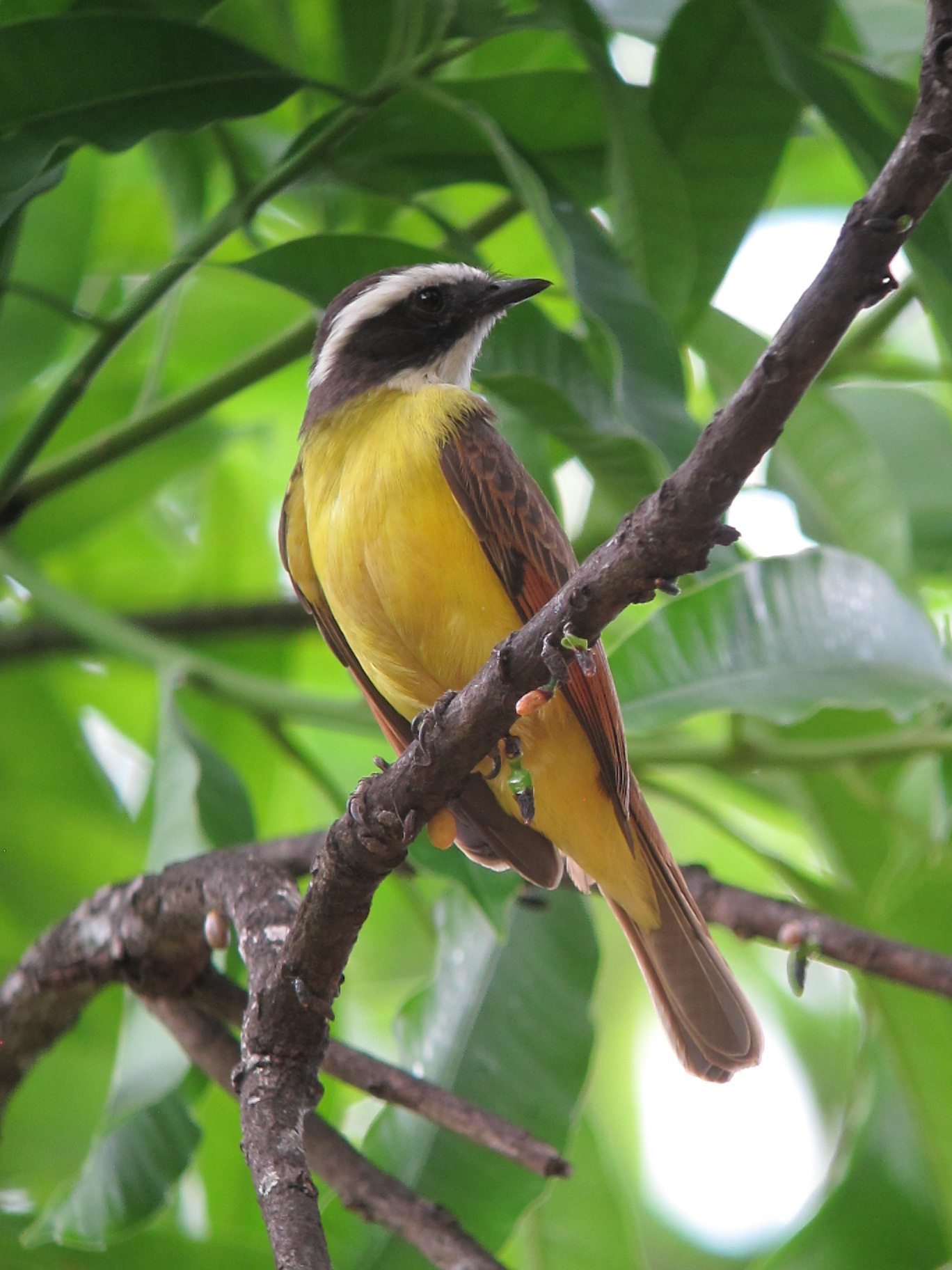
Рудокрилий бієнтевіо (Пуерто-Карреньйо, Колумбія)

В 1760 році французький зоолог Матюрен Жак Бріссон включив опис рудокрилого бієнтевіо до своєї книги «Ornithologie», описавши птаха за зразком із Каєнни (Французька Гвіана). Він використав французьку назву Le gobe-mouche de Cayenne та латинську назву Muscicapa Cayanensis. Однак, хоч Бріссон і навів латинську назву, вона не була науковою, тобто не відповідає біномінальній номенклатурі і не визнана Міжнародною комісією із зоологічної номенклатури. Коли в 1766 році шведський натураліст Карл Лінней випустив дванадцяте видання своєї «Systema Naturae», він доповнив книгу описом 240 видів, раніше описаних Бріссоном. Одним з цих видів був рудокрилий бієнтевіо, для якого Лінней придумав біномінальну назву Muscicapa cayanensis. Пізніше вид був переведений до роду Бієнтевіо (Myiozetetes), введеного британським орнітологом Філіпом Склейтером у 1859 році. Рудокрилий бієнтевіо є типовим видом цього роду.

## Підвиди
Виділяють чотири підвиди:
- M. c. rufipennis Lawrence, 1869 — від східної Колумбії до північної Колумбії і східного Еквадору;
- M. c. hellmayri Hartert, EJO & Goodson, 1917 — від південно-західної Коста-Рики і Панами до південного заходу Еквадору (на південь до Ель-Оро і західної Лохи) і на схід до північно-західної Венесуели (західні схили гір Кордильєра-де-Мерида і басейн озера Маракайбо);
- M. c. cayanensis (Linnaeus, 1766) — південна Венесуела, Гвіана, Бразильська Амазонія, південний схід Перу і північ Болівії;
- M. c. erythropterus (Lafresnaye, 1853) — південний схід Бразилії (від сходу Мінас-Жерайсу до Ріо-де-Жанейро).

## Поширення і екологія
Рудокрилі бієнтевіо мешкають в Коста-Риці, Панамі, Колумбії, Еквадорі, Перу, Болівії, Венесуелі, Гаяні, Суринамі, Французькій Гвіані і Бразилії. Вони живуть у вологих тропічних лісах, на висоті до 1000 м над рівнем моря. 

## Збереження
МСОП класифікує цей вид як такий, що не потребує особливих заходів зі збереження. За оцінками дослідників, популяція рудокрилих бієнтевіо становить понад 50 мільйонів дорослих птахів. Це досить поширений вид птахів в межах свого ареалу.